# جو والش (سیاست‌مدار)
جو والش (انگلیسی: Joe Walsh؛ زادهٔ ۲۷ دسامبر ۱۹۶۱) سیاست‌مدار اهل ایالات متحده آمریکا است.
وی بین سال‌های ۲۰۱۱ تا ۲۰۱۳ عضو مجلس نمایندگان ایالات متحده آمریکا بوده‌است.